# آریوا
آریوا (به فرانسوی: Areva) شرکت خوشه‌ای دولتی استخراج معدن، فناوری هسته‌ای و انرژی چندملیتی فرانسوی است، که به جهت اجرای پروژه‌های بزرگ مرتبط با انرژی اتمی و انجام پروژه‌های حوزه انرژی در سطح بین‌المللی، سوخت هسته‌ای، اورانیوم، رآکتور هسته‌ای و تولید گونه‌های انرژی تجدیدپذیر شناخته می‌شود.
ریشه‌های تأسیس شرکت آریوا به سال ۱۹۵۸ و ادغام چندین شرکت فرانسوی بازمی‌گردد. اما شکل کنونی آریوا، حاصل تفکیک شرکت فرماتوم، که از شرکت‌های تابعه شرکت دولتی فرانسوی الکتریسیته دو فرانس با بخش انرژی هسته‌ای شرکت زیمنس، در سال ۲۰۱۰ راه‌اندازی شد.
دفتر مرکزی این شرکت در شهر پاریس، فرانسه قرار دارد و سهام آن در بازار بورس یورونکست پاریس معامله می‌شود.